# Peter Melleby
Peter Jul Melleby (* 11. Januar 1917 in Halden, Norwegen; † 12. Mai 2019 in Vadsø) war ein norwegischer Mechaniker und Polarforscher.

## Leben
Peter Melleby wurde 1917 im südnorwegischen Halden als Sohn von Ole Johansen Melleby und dessen Frau Helma Marie Hansen geboren. Nach dem Ablegen der Reifeprüfung (studenteksamen) 1937 besuchte er die Norwegische Technische Hochschule. Ab 1939 arbeitete er für die Store Norske Spitsbergen Kulkompani in Longyearbyen. 1941 wurde er von Spitzbergen nach Schottland evakuiert, wo er sich den norwegischen Streitkräften anschloss. Er wurde zunächst nach Island geschickt um britische Soldaten im Skilaufen auszubilden. Im Mai 1942 nahm er an der britischen Operation Fritham teil, die das Ziel hatte, die Kohlebergwerke auf Spitzbergen zu sichern und eine Wetterstation zu errichten. Nachdem er 1943 in Schottland zum Funker ausgebildet worden war, kehrte Melleby 1944 nach Spitzbergen zurück und tat bis zum Sommer 1945 Dienst in der Wetterstation Hiorthhamna. 1946 schied er aus dem Militär aus und ging als Pelztierjäger nach Nordostgrönland.
Von 1949 bis 1951 nahm Melleby als Hundeschlittenführer, Funker und Mechaniker an der Norwegisch-Britisch-Schwedischen Antarktisexpedition teil. Er gehörte zu der von Gordon de Quetteville Robin (1921–2004) geführten Gruppe, die im südlichen Sommer 1951/52 entlang einer 620 Kilometer langen Strecke die ersten genauen und systematischen Eisdickemessungen in der Antarktis ausführte.
1954 wurde er von der Geophysikalischen Erzexploration (Geofysisk malmleting) angestellt, die 1962 Teil der Norwegischen Geologischen Untersuchung (Norges geologiske undersøkelse, NGU) wurde. Bis zu seiner Pensionierung führte er zahlreiche Felduntersuchungen in ganz Norwegen durch.
Melleby war bis ins hohe Alter ein leidenschaftlicher Wanderer und Skiläufer. Sein letztes Skirennen bestritt er mit 96 Jahren. Als er im Jahr 2019 in Vadsø starb, war er der letzte überlebende Teilnehmer sowohl der Norwegisch-Britisch-Schwedischen Antarktisexpedition als auch des Krieges auf Spitzbergen.

## Ehrungen
Melleby war Träger der Maudheim-Medaille. In der Antarktis sind der Berg Mellebynuten und der Gletscher Peterbreen in Königin-Maud-Land nach ihm benannt.